# 单色器

光的色散的概念动画。

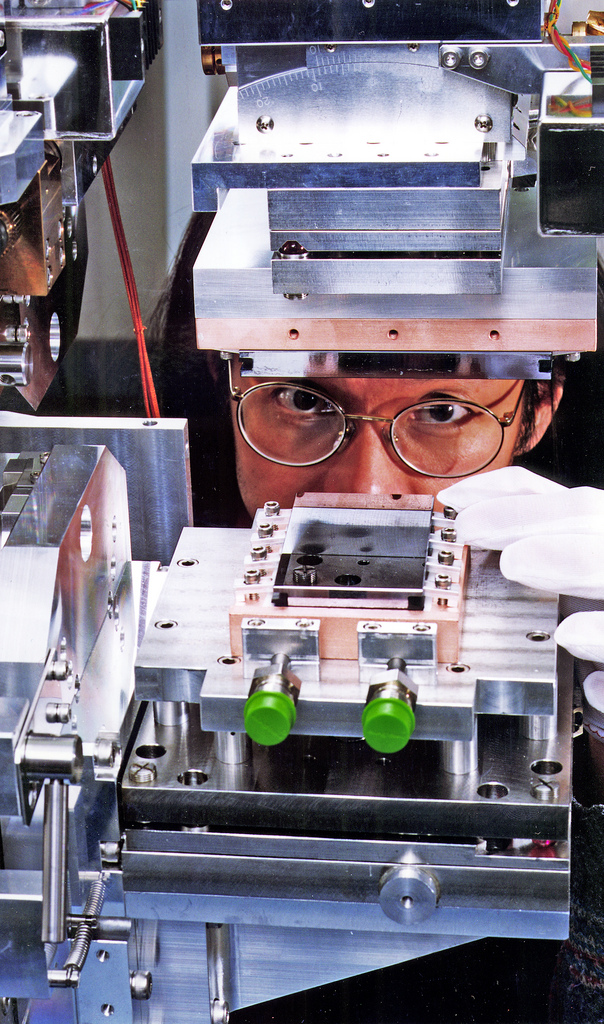
阿贡国家实验室先进光子源的X射线光束线中的单色仪。

单色器是一种光学设备，可机械地从输入的较宽波长范围的光或其他辐射中选择性透射较窄的波长范围的辐射。

## 用途
可以产生单色光的设备在科学和光学方面都有许多用途，因为材料的许多光学特性都取决于波长。尽管有许多有用的方法来选择窄带波长（在可见光范围内被视为纯色），但没有很多其他方法可以轻松地从宽范围内选择任意波长带。有关单色器某些用途的讨论，请参见下文。
在硬X射线和中子光学中，晶体单色器用于定义仪器的波况。

## 原理
单色仪可以使用棱镜中的色散现象，也可以使用衍射光栅的衍射现象在空间上分离光的颜色。单色器通常具有将所选颜色引导到出射口的机制。通常，光栅或棱镜的作用机制是反射。反射棱镜是通过制作一个直角三角形棱镜（通常是等边棱镜的一半）并将一面磨成镜面而制成的。光通过斜边面入射并反射回去，在同样的表面上折射两次。总折射和总色散与在透射模式下使用等边棱镜时的情况相同。

## 应用
单色器用于许多光学测量仪器以及需要可调单色光的其他机器中。有时，单色光直接对准样品，然后测量反射或透射光。有时，白光会直接对准样品，而单色器则用于分析反射或透射的光。在许多荧光计中使用了两个单色器，一个单色器用于选择激发波长，第二个单色器用于分析发射的光。
自动扫描光谱仪包括改变由单色器选择的波长并记录所测量的量随波长变化的结果的机制。
如果将成像设备替换出口狭缝，即为光谱仪的基本配置。这种配置允许同时分析多种颜色的色彩强度。可以使用摄影胶片或光电探测器阵列来收集光。这种仪器无需机械扫描即可记录光谱函数，尽管在分辨率或灵敏度等方面可能会打折扣。
吸收分光光度计测量样品对光的吸收与波长的关系。有时结果表示为透射比，有时则表示为透射比的负对数。比尔-朗伯定律将光的吸收与吸光物质的浓度，光程长度以及材料的固有特性（称为摩尔吸光系数）联系起来。根据这种关系，强度的降低与吸收物质浓度和光程长度呈指数关系。使用透射比的负对数时，其减少是线性的。此值的旧命名法是光密度（OD），当前命名法是单位吸光度（AU）。一个AU是光强度降低十倍。六个AU减少了一百万倍。
吸收分光光度计通常包含一个单色器，以向样品提供光。一些吸收分光光度计具有自动光谱分析功能。
吸收分光光度计在化学，生物化学和生物学中有许多日常用途。例如，其被用于测量许多吸收光的物质的浓度或浓度变化。许多生物材料（如酶）被用于测量的的关键特征是通过启动化学反应，这些化学反应会产生颜色变化，取决于所研究材料的存在或活性。光学温度计是通过校准材料的吸光度随温度的变化而创建的。此外还有许多应用。
分光光度计用于测量镜子的镜面反射率和有色物体的漫反射率。它们用于表征太阳镜，激光防护眼镜和其他光学滤镜的性能。
在紫外线，可见光和近红外光中，吸收率和反射率分光光度计通常用单色光照射样品。在相应的红外仪器中，单色器通常用于分析来自样品的光。
单色器还用于光学仪器中，该仪器可测量除简单吸收或反射以外的其他现象，无论光的颜色如何变化很大。圆二色光谱仪例如包含单色仪。
激光产生的光比此处讨论的光学单色仪的单色要多得多，但是只有一些激光很容易调谐，并且这些激光的使用并不简单。
单色光允许测量成像设备（例如CCD或CMOS成像器）的量子效率（QE）。来自出口狭缝的光通过扩散器或积分球传递到成像设备，同时经过校准的检测器同时测量光。成像器，校准检测器和单色仪的配合使人们可以计算为给定波长QE的光子生成的载流子（电子或空穴）。